# Chlorops botanicus
Chlorops botanicus är en tvåvingeart som först beskrevs av Malloch 1938.  Chlorops botanicus ingår i släktet Chlorops och familjen fritflugor. Inga underarter finns listade i Catalogue of Life.